# Silin
Silin – osada w Polsce położona w województwie warmińsko-mazurskim, w powiecie ostródzkim, w gminie Morąg. W latach 1975–1998 miejscowość administracyjnie należała do województwa olsztyńskiego. Miejscowość leży w historycznym regionie Prus Górnych.
W roku 1973 jako majątek Silin należał do powiatu morąskiego, gmina Morąg, poczta Żabi Róg.